# Куп победника купова у фудбалу 1979/80.
Куп победника купова 1979/1980. је било двадесето издање клупског фудбалског такмичења које је организовала УЕФА.
Такмичење је трајало од септембра 1979. дo 11. маја 1980. године. Валенсија је у финалу била успешнија од Арсенала и освојила први трофеј Купа победника купова. Финална утакмица одиграна је на стадиону Хејсел у Бриселу. Најбољи стрелац такмичења био је нападач Валенсије Марио Кемпес  са 9 постигнутих голова.

## Резултати

### Прелиминарна рунда
| Меч | Клуб     | Држава  | укупан рез. | Држава   | Клуб      | 1. утак. | 2. утак. |
| --- | -------- | ------- | ----------- | -------- | --------- | -------- | -------- |
| 1   | Рејнџерс | Шкотска | 3:0         | Норвешка | Лилестрем | 1:0      | 2:0      |
| 2   | Б 1903   | Данска  | 7:0         | Кипар    | АПОЕЛ     | 6:0      | 1:0      |

### Први круг
| Меч | Клуб               | Држава          | укупан рез. | Држава          | Клуб              | 1. утак. | 2. утак. |
| --- | ------------------ | --------------- | ----------- | --------------- | ----------------- | -------- | -------- |
| 1   | Динамо Москва      | Совјетски Савез | -1          | Албанија        | Влазнија Скадар   | -        | -        |
| 2   | Слијема вондерерси | Малта           | 2:9         | Португалија     | Боависта          | 2:1      | 0:8      |
| 3   | Клифтонвил         | Северна Ирска   | 0:8         | Француска       | Нант              | 0:1      | 0:7      |
| 4   | Јанг бојс          | Швајцарска      | 2:8         | Румунија        | Стеауа Букурешт   | 2:2      | 0:6      |
| 5   | Лахти              | Финска          | 0:2         | Луксембург      | Арис Боневуа      | 0:1      | 0:1      |
| 6   | Арка Гдиња         | Пољска          | 3:4         | Бугарска        | Берое             | 3:2      | 0:2      |
| 7   | Акранес            | Исланд          | 0:6         | Шпанија         | Барселона         | 0:1      | 0:5      |
| 8   | Б 1903             | Данска          | 2:6         | Шпанија         | Валенсија         | 2:2      | 0:4      |
| 9   | Рејнџерс           | Шкотска         | 2:1         | Западна Немачка | Фортуна Диселдорф | 2:1      | 0:0      |
| 10  | Арсенал            | Енглеска        | 2:0         | Турска          | Фенербахче        | 2:0      | 0:0      |
| 11  | Рексем             | Велс            | 5:7         | Источна Немачка | Магдебург         | 3:2      | 2:5      |
| 12  | Паниониос          | Грчка           | 5:3         | Холандија       | Твенте            | 4:0      | 1:3      |
| 13  | Гетеборг           | Шведска         | 2:1         | Ирска           | Вотерфорд         | 1:0      | 1:1      |
| 14  | Вакер Инзбрук      | Аустрија        | 1:3         | Чехословачка    | Локомотива Кошице | 1:2      | 0:1      |
| 15  | Бершот             | Белгија         | 1:2         | СФРЈ            | Ријека            | 0:0      | 1:2      |
| 16  | Јувентус           | Италија         | 3:2         | Мађарска        | Ђер               | 2:0      | 1:2      |

Напомена: 
1: Влазнија Скадар је одустала од такмичења из политичких разлога.

### Други круг
| Меч | Клуб              | Држава          | укупан рез. | Држава          | Клуб            | 1. утак. | 2. утак.    |
| --- | ----------------- | --------------- | ----------- | --------------- | --------------- | -------- | ----------- |
| 1   | Динамо Москва     | Совјетски Савез | 1:1(п.г.г.) | Португалија     | Боависта        | 0:0      | 1:1         |
| 2   | Нант              | Француска       | 5:3         | Румунија        | Стеауа Букурешт | 3:2      | 2:1         |
| 3   | Арис Боневуа      | Француска       | 2:11        | Шпанија         | Барселона       | 1:4      | 1:7         |
| 4   | Валенсија         | Шпанија         | 4:2         | Шкотска         | Рејнџерс        | 1:1      | 3:1         |
| 5   | Арсенал           | Енглеска        | 4:3         | Источна Немачка | Магдебург       | 2:1      | 2:2         |
| 6   | Паниониос         | Грчка           | 1:2         | Шведска         | Гетеборг        | 1:0      | 0:2         |
| 7   | Локомотива Кошице | Чехословачка    | 2:3         | СФРЈ            | Ријека          | 2:0      | 0:3         |
| 8   | Берое             | Бугарска        | 1:3         | Италија         | Јувентус        | 1:0      | 0:3(п.с.н.) |

### Четвртфинале
| Меч | Клуб          | Држава   | укупан рез. | Држава    | Клуб      | 1. утак. | 2. утак. |
| --- | ------------- | -------- | ----------- | --------- | --------- | -------- | -------- |
| 1   | Динамо Москва | СССР     | 3:4         | Француска | Нант      | 0:2      | 3:2      |
| 2   | Барселона     | Шпанија  | 3:5         | Шпанија   | Валенсија | 0:1      | 3:4      |
| 3   | Арсенал       | Енглеска | 5:1         | Шведска   | Гетеборг  | 5:1      | 0:0      |
| 4   | Ријека        | СФРЈ     | 0:2         | Италија   | Јувентус  | 0:0      | 0:2      |

### Полуфинале
| Меч | Клуб    | Држава    | укупан рез. | Држава  | Клуб      | 1. утак. | 2. утак. |
| --- | ------- | --------- | ----------- | ------- | --------- | -------- | -------- |
| 1   | Нант    | Француска | 2:5         | Шпанија | Валенсија | 2:1      | 0:4      |
| 2   | Арсенал | Енглеска  | 2:1         | Италија | Јувентус  | 1:1      | 1:0      |

### Финале
| Меч | Клуб      | Држава  | укупан рез.     | Држава   | Клуб    |
| --- | --------- | ------- | --------------- | -------- | ------- |
| 1   | Валенсија | Шпанија | 0:0 5:4 ( пен.) | Енглеска | Арсенал |

| Освајач Купа победника купова у фудбалу 1979/80. |
| ------------------------------------------------ |
| Валенсија 1. Титула                              |